# Sydney Flames
Sydney Flames is een Australische basketbalclub voor dames uit Sydney, New South Wales actief in de Women's National Basketball League, de hoogste Australische damesbasketbalcompetitie.
Het team werd opgericht in 1981 als Bankstown Bruins. In 1989 wordt de naam Sydney Bruins, maar na twee seizoenen wordt de naam Sydney Flames. Na twee seizoenen veranderd de naam in Sydney Uni Flames. In 2000 veranderd de naam in Sydney Panthers. In 2022 krijgt de club haar huidige naam Sydney Flames. Het team was kampioen van de Women's National Basketball League na winst in de Grand Final in 1993, 1997, 2001 en 2017.

## Bekende (oud-)spelers
- Suzy Batkovic
- Sandy Brondello
- Trisha Fallon
- Robyn Maher
- Emma Randall
- Michele Timms